# روجر إيفانز
روجر إيفانز (بالإنجليزية: Roger Kenneth Evans)‏ هو سياسي بريطاني، ولد في 18 مارس 1947. حزبياً، نشط في حزب المحافظين. في الانتخابات العامة في المملكة المتحدة 1992 ‏، انتخب عضو البرلمان الحادي والخمسون للمملكة المتحدة عن دائرة مونموث خلال فترته النيابية ‏ (9 أبريل 1992 – 8 أبريل 1997).